# Ahna Capri
Ahna Capri, pseudonimo di Anna Mária Nánási (Budapest, 6 luglio 1944 – Los Angeles, 19 agosto 2010), è stata un'attrice statunitense Il suo ruolo più noto è stato quello di Tania in I 3 dell'Operazione Drago.

## Biografia
Nacque da genitori ungheresi a Budapest in Ungheria. La famiglia lasciò il paese verso gli USA nel 1950. Suo fratello minore Peter Robbins ha doppiato il personaggio di Charlie Brown nelle classiche strisce animate.
Il 9 agosto 2010 Capri ha avuto un incidente stradale in cui un camion da 5 tonnellate si è scontrato con la sua auto. Dopo 10 giorni di coma e di supporto vitale, morì il 19 agosto all'età di 66 anni.

## Filmografia

### Cinema
- Sesso debole? (The Opposite Sex), regia di David Miller (1956)
- Jeff Blain il figlio del bandito (Outlaw's Son), regia di Lesley Selander (1957)
- Il molto onorevole Mr. Pennypacker (The Remarkable Mr. Pennypacker), regia di Henry Levin (1959)
- Mia moglie ci prova (Critic's Choice), regia di Don Weis (1963)
- Ho sposato 40 milioni di donne (Kisses for My President), regia di Curtis Bernhardt (1964)
- Bersaglio umano (Target: Harry), regia di Roger Corman (1969)
- The Brotherhood of Satan - regia di Bernard McEveety (1971)
- I 3 dell'Operazione Drago (Enter the Dragon), regia di Robert Clouse (1973)

### Televisione
- Corky, il ragazzo del circo (Circus Boy) – serie TV, episodio 2x13 (1957)
- Telephone Time – serie TV, episodio 2x31 (1957)
- Sugarfoot – serie TV, episodio 1x18 (1958)
- Ricercato vivo o morto (Wanted: Dead or Alive) – serie TV, episodio 1x34 (1959)
- Cheyenne – serie TV, episodio 6x02 (1961)
- Room for One More – serie TV, 26 episodi (1962)
- Branded – serie TV, 2 episodi (1965)
- Kojak - serie TV, episodio 3x02 (1975)

## Doppiatori italiani
Nelle versioni in italiano delle opere in cui ha recitato, Ahna Capri è stata doppiata da:
- Noemi Gifuni in I 3 dell'Operazione Drago